# Teatro di Hierapolis

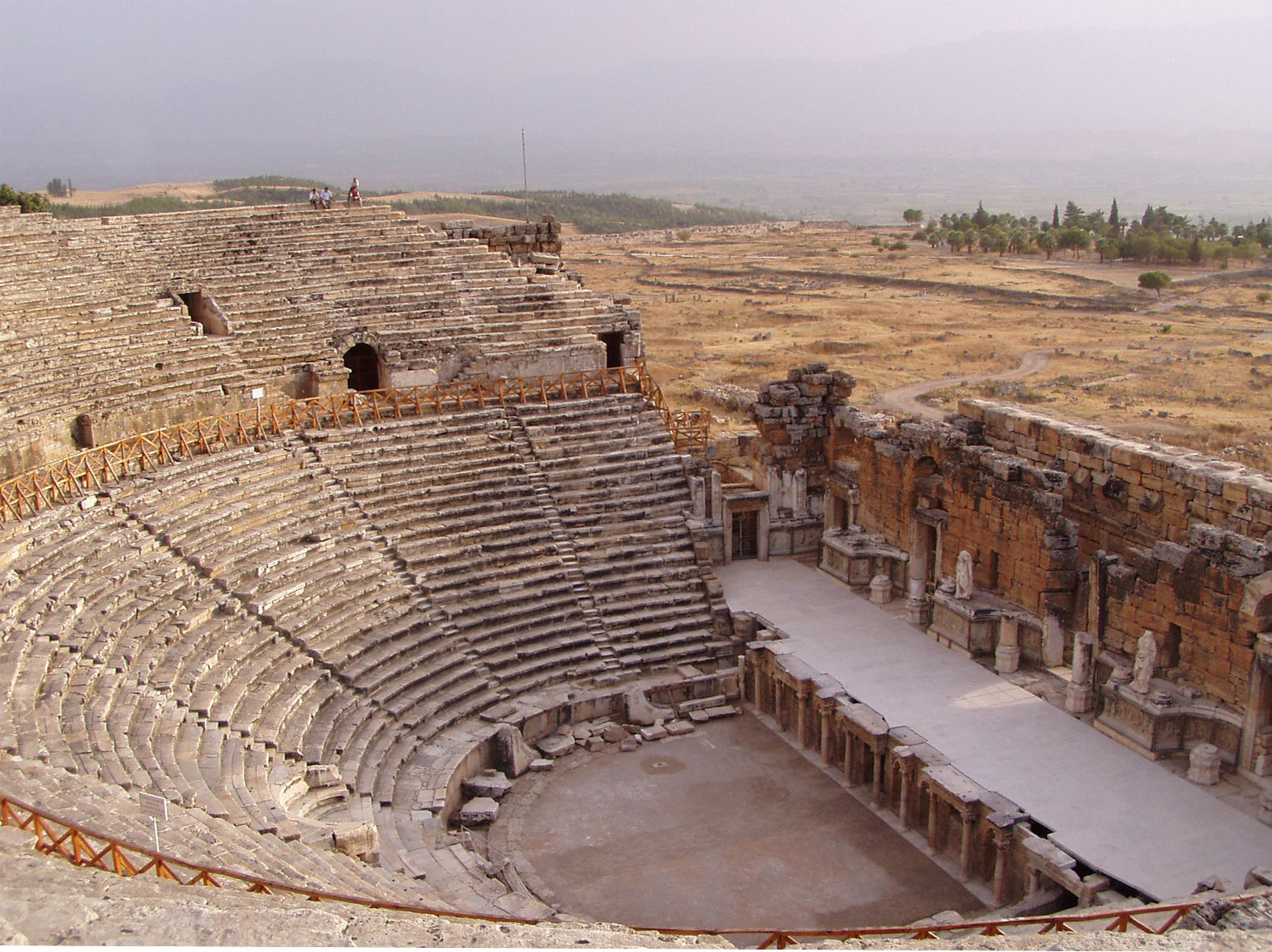
Il Teatro di Hiearapolis nel 2010

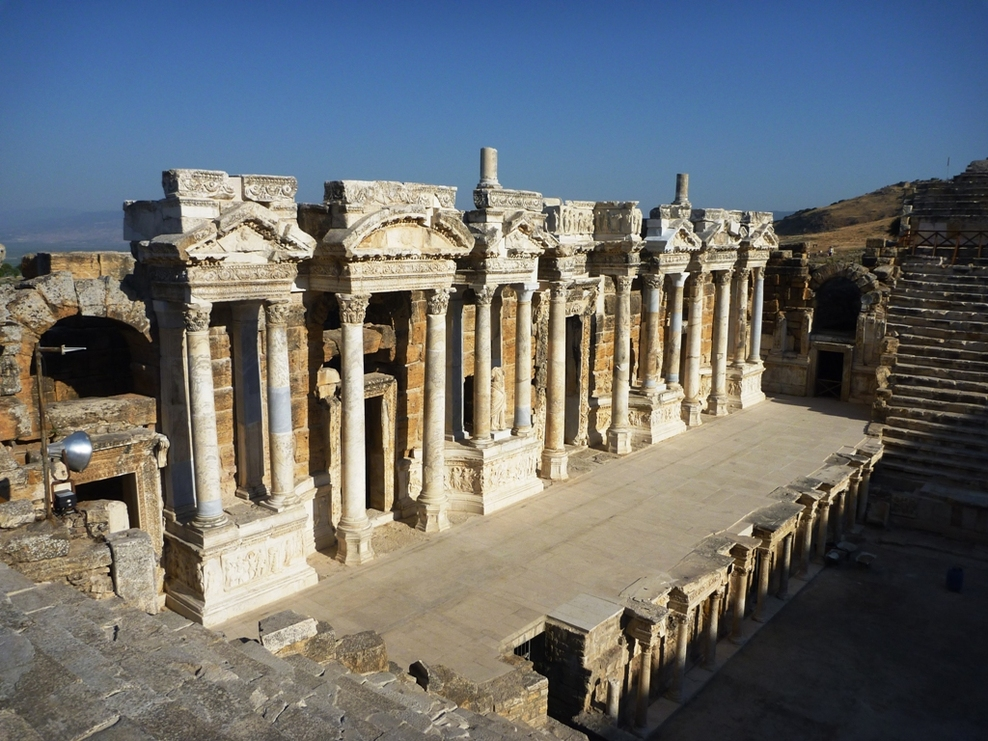
La frontescena del Teatro di Hierapolis dopo il restauro del primo ordine.

Il teatro di Hierapolis è un teatro romano della antica città di Hierapolis, in Frigia (oggi Pamukkale nella provincia di Denizli, in Turchia).

## Storia
La prima edificazione del Teatro avvenne probabilmente in età giulio-claudia, come testimoniato dalla raffinata decorazione architettonica conservata, sfruttando in parte le pendici della collina in un'area non distante dal complesso del santuario di Apollo.
La struttura era affine ai modelli di tradizione ellenistica: i sedili della cavea, in travertino, scendevano sino ai limiti dell'orchestra sui quali erano collocati seggi di proedria in marmo, collegati da un balteo; l'orchestra era circolare, definita dal muro del logheion di cui si sono trovate le fondazioni in recenti scavi sotto l'attuale palcoscenico. Le due parodoi oblique erano definite dal muro di analemma - che appartiene alla prima fase - e dai muri obliqui laterali del logheion stesso.
In età severiana il teatro fu oggetto di una radicale trasformazione e monumentalizzazione complessiva.
L'edificio scenico venne ricostruito e ingigantito per sostenere l'imponente facciata della frontescena, ornata da una decorazione marmorea articolata in tre ordini sovrapposti con statue e rilievi figurati sui diversi livelli, anche nei due aerei parasceni colonnati.
La nuova struttura dovette essere certamente una delle più imponenti per dimensione, numero di livelli, impegno decorativo e per i diversi marmi pregiati impiegati nella costruzione.
Nella stessa fase vennero sostituiti anche i sedili di travertino con nuovi sedili in marmo, sia nel meniano inferiore, sia in un cuneo del meniano superiore; inoltre, le file inferiori dei sedili in travertino verso l'orchestra vennero inglobate in un alto podio in marmo, per permettere lo svolgimento di spettacoli con combattimenti di fiere e di gladiatori, molto diffusi in età imperiale: il podio impediva così il contatto diretto degli spettatori delle prime file con le attività venatorie, com'è attestato anche in diversi altri edifici teatrali in Asia Minore.
Il nuovo palcoscenico venne ricostruito più profondo, andando a sfruttare anche lo spazio prima occupato dai parodoi: la nuova struttura poggiava su archi che reimpiegavano i blocchi dei sedili in travertino provenienti dalla demolizione della vecchia cavea. Il logheion venne quindi decorato da una ricca facciata ipostile con nicchie e incrostazioni di marmi colorati.
È da collocare nel corso del IV secolo la trasformazione dell'orchestra in una grande vasca d'acqua o kolymbethra per potervi realizzare spettacoli acquatici, di moda nel IV sec. d.C. , ad opera di un certo Magnus (l'iscrizione a lui dedicata recita: “rese la città un santuario delle ninfe”): questo comportò la chiusura con muri delle porte dell'orchestra, e il rivestimento di tutte le superfici con malta signina impermeabilizzante, di cui sono ancora conservati molti lacerti.
Alla metà dello stesso secolo, sotto l'imperatore Costanzo II, un'importante iscrizione incisa sull'architrave marmoreo del secondo ordine della scena fa riferimento a lavori di consolidamento e di restauro del Teatro, che si resero necessari a fronte di un terremoto che aveva portato a crolli di parti delle aeree strutture colonnate della frontescena.

## Descrizione
Il teatro sfruttava anch'esso in parte il rilievo orografico naturale, ma per ottenere una struttura di sufficienti dimensioni dovette inoltre essere appoggiato su sostruzioni, secondo l'uso romano.
La cavea è costituita da due maeniana (livelli), separati dal diazoma. Il frontescena (frons scaena) era decorato da tre ordini sovrapposti, articolati con nicchie e sporgenze, ed aveva cinque porte. I podi su cui poggiavano gli ordini architettonici presentavano rilievi (al primo ordine scene mitologiche del ciclo di Diana e di Apollo), agli ordini superiori eroti e ghirlande alternati ad altre scene figurate con Demetra, Persefone e Dioniso). Il marmo bianco utilizzato proviene probabilmente dalle cave locali di Thiountas e sono presenti fusti e rivestimenti in marmo pavonazzetto dalla vicina città di Docimium.